# 休尼夫卡 (別爾江斯克區)
47°3′17″N 36°20′59″E / 47.05472°N 36.34972°E
休尼夫卡（烏克蘭語：Гюнівка）是位於烏克蘭東南部的村莊，由扎波羅熱州別爾江斯克區的索菲伊夫卡市鎮負責管轄。該村處於喬克拉克河畔，始建於1862年，面積1.938平方公里，海拔高度146米，2001年人口601，人口密度每平方公里310.11人。